# یواس‌اس آرگون (ای‌اس-۱۰)
یواس‌اس آرگون (ای‌اس-۱۰) (به انگلیسی: USS Argonne (AS-10)) یک کشتی بود که طول آن ۴۴۸ فوت (۱۳۷ متر) بود. این کشتی در سال ۱۹۲۰ ساخته شد.